# Degodehaus (Düsseldorf)

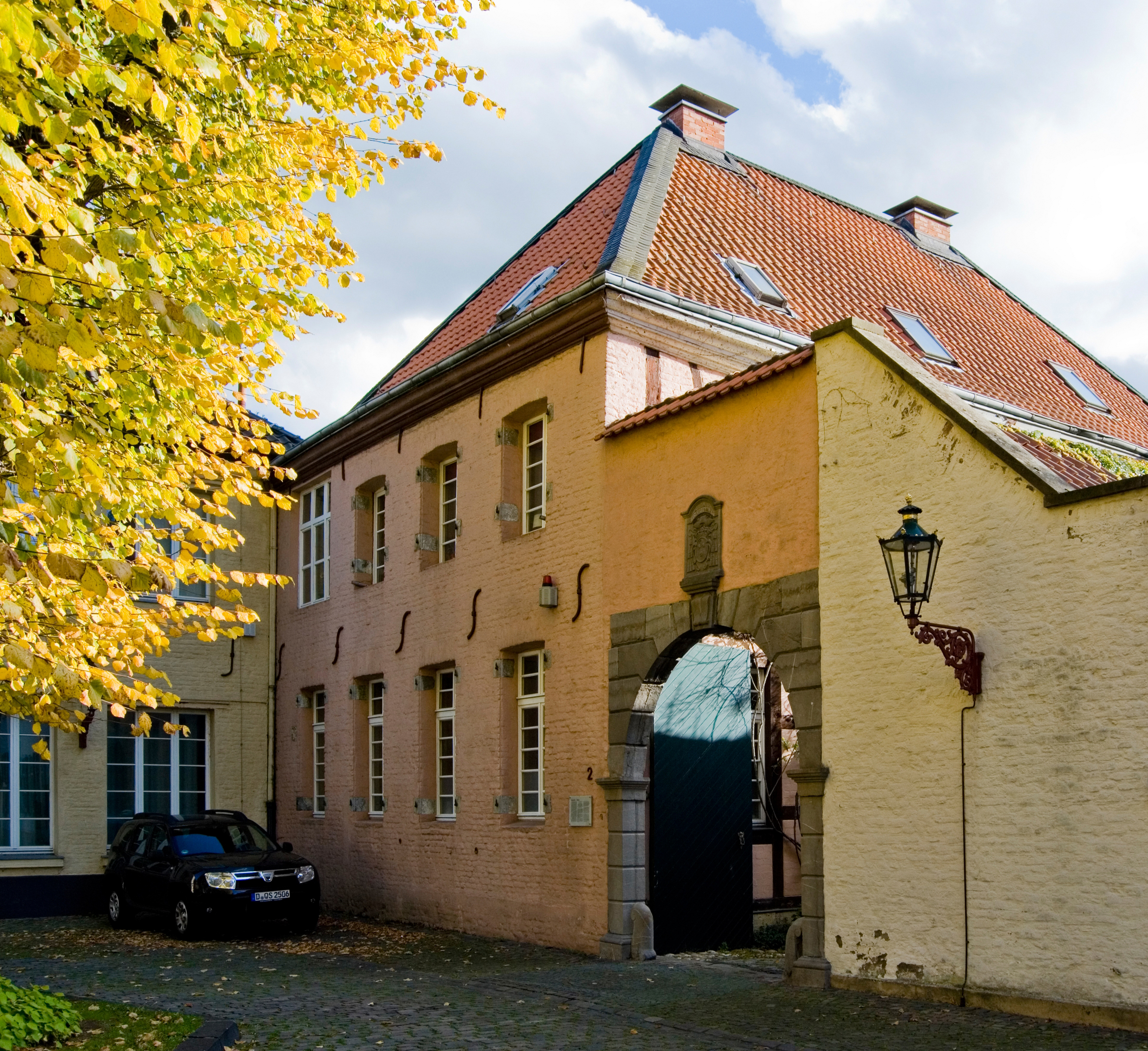
Das Degodehaus am Kaiserswerther Suitbertus-Stiftsplatz (2011)

Als Degodehaus wird jenes Haus in Düsseldorf-Kaiserswerth bezeichnet, in dem der Maler und Fotograf Wilhelm Degode seit 1895 wohnte und das er am 1. Januar 1898 erwarb. Das Haus befand sich bis 2015 in vierter Generation im Besitz der Familie Degode.
Ursprünglich war das Gebäude durch den Kanoniker und Erzpriester Matthias Kirchhoff als Kanonikerhaus wahrscheinlich 1704 errichtet worden. Es wechselte mehrfach den Besitzer, behielt seine Funktion als Kanonikerhaus jedoch zunächst bei.
Zweiter Besitzer wurde Lambertus Deodatus De Gall, der am 6. Dezember 1724 das Haus ersteigerte. Aus dieser Zeit stammt auch noch im Wesentlichen der heutige Zustand. Über dem Torbogen befindet sich das Wappen De Galls mit Bischofshut und Galläpfeln, auf seinem Wappenstein der Spruch
NEC TEMERE — NEC TIMIDE (weder tollkühn oder unbesonnen – noch furchtsam oder feige)
Die äußere und innere Farbgebung entsprechen der von 1725 (mit Ausnahme eines Raumes). Zu dem Anwesen gehörte ursprünglich ein Barockgarten mit Lusthaus.
Mit der Säkularisation ging das Anwesen in weltlichen Besitz über. Teile des Anwesens wurden abgetrennt. In den Jahren 1833–1852 wurde das Gebäude durch den damaligen Bürgermeister Rottländer als Kaiserswerther Rathaus genutzt, musste dann jedoch aus Kostengründen veräußert werden. Es befand sich danach im Besitz verschiedener Personen, bevor es schließlich 1898 von Degode gekauft wurde. Die Kaufverträge sind im Original und teilweise in Kopie erhalten.